# Iapigia
La Iapigia o Japigia (Iapygia, Ἰαπυγία in greco) era il territorio abitato anticamente dal popolo degli Iapigi. Secondo gli storici più antichi si estendeva da Metaponto (o da Siris) fino al Gargano, comprendendo quindi la fascia più orientale della moderna regione Basilicata nonché buona parte dell'attuale regione Puglia (Apulia in latino), la quale ultima trae il suo nome proprio dalla Iapigia (anche se il territorio apulo avrebbe poi avuto un'estensione un po' differente rispetto a quello originariamente iapigio).
Secondo gli storici greci gli Iapigi erano però divisi in tre gruppi tribali, denominati Dauni, Peucezi e Messapi; i primi stanziati tra il Gargano e Bari, i secondi tra Bari e Brindisi, i Messapi nel territorio peninsulare a oriente di Taranto. Questi ultimi risultano poi ulteriormente suddivisi (da Strabone) in Calabri e Sallentini, i primi stanziati lungo l'Adriatico, i secondi lungo lo Ionio.